# Hadar Tadmor

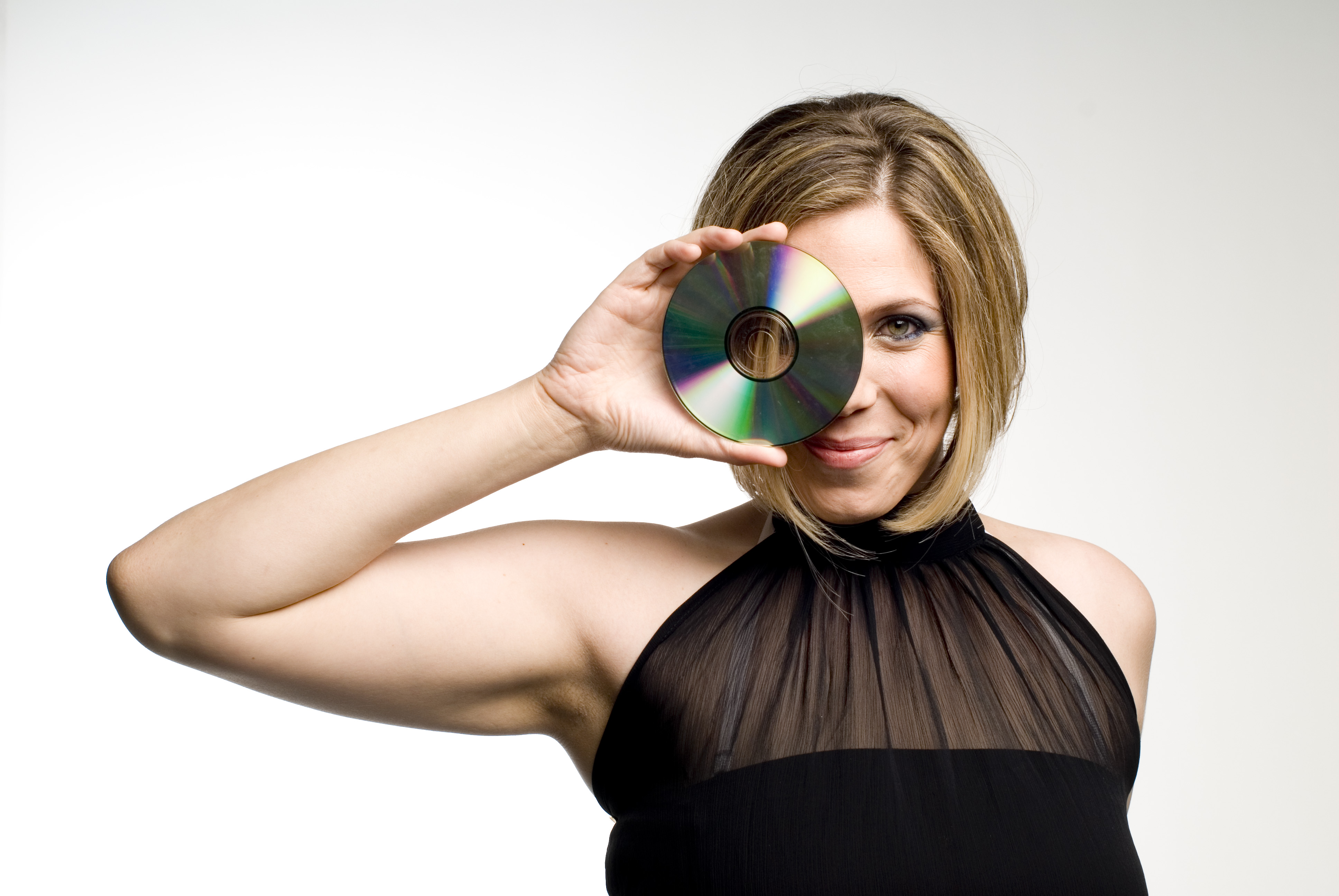
Hadar Tadmor

Hadar Tadmor (* 8. Februar 1981 in Haifa; † 18. November 2022 in Herzlia) war eine israelische Hörfunkmoderatorin, Drehbuchautorin und Journalistin.

## Werdegang
Tadmor wuchs in Herzlia auf. Ihre Eltern waren in der Medienbranche tätig: Ihr Vater Ram war Radiomoderator, ihre Mutter Michal Sängerin. Ihre Schwester ist die Sängerin Ella Tadmor.
Nach ihrem Abschluss an der Rishonim High School (Herzliya) meldete sie sich bei den israelischen Streitkräften (IDF) und diente als Nachrichtensprecherin bei Galei Tzahal. Sie moderierte die Sendungen „Ha-Mulaash“, „La al Lof Ledudo“, „La Chomichon Shinon“ und „Sof Sava Relog“.
Nach ihrem Militärdienst trat Tadmor der Redaktion der Wirtschaftszeitung TheMarker bei und war als Moderatorin für deren Streaming-Radiodienst tätig. Später wechselte sie als Reporterin in die Weltwirtschaftsredaktion der Zeitung. Ab 2001 moderierte sie Nachrichtensendungen beim Radiosender 103FM. Von 2002 bis 2017 moderierte sie täglich die Sendung „Select“ beim Radiosender 100FM. 2011 begann sie, Drehbücher für Fernsehserien zu schreiben. 2021 gewann sie als Teil des Autorenteams der Sketch-Show „Die Juden kommen“ den Israel Television Academy Award für das beste Drehbuch einer Satiresendung. 2022 gewann sie den Israelischen Kinder- und Jugendfernsehpreis für das Drehbuch zur Sitcom.
Tadmor trat auch in Theaterstücken auf.